# 장한 (홍콩의 배우)
장한(江漢, 본명: 장융밍, 본명 한자: 姜永明, 1939년 9월 10일 ~ 2017년 12월 7일)은 중화인민공화국 홍콩 특별행정구의 남성 영화배우, 영화감독, 영화 기획가, 텔레비전 연기자이다.

## 생애
만주국 펑톈 성 펑톈(현재 중화인민공화국 둥베이 지방 랴오닝성 선양)에서 출생하여 지난날 한때 만주국 펑톈 성 랴오양에서 잠시 유아기를 보낸 적이 있는 그는 1944년 일가족과 함께 홍콩으로 이주하였고 그 후 홍콩에서 성장하였다. 1959년 홍콩 영화 《호문야연(豪門夜宴)》으로 영화배우 데뷔하였고 1978년 영화 《탕구군영(蕩寇群英)》에 주연하였으며 이 영화로 영화감독 데뷔하였다. 1979년 이후 텔레비전 드라마에도 출연하기 시작하였으며 1980년 영화 《벽수한산탈명금(碧水寒山奪命金)》의 주연을 맡았으며 영화 기획가로 데뷔하였다.